# Gordon Michael Woolvett
Gordon Michael Woolvett (* 12. Juni 1970 in Hamilton, Ontario) ist ein kanadischer Schauspieler.

## Leben
Gordon Michael Woolvett hatte mit ca. 14 Jahren seinen ersten Auftritt in einer Folge von der Fernsehserie The Edison Twins. In den nächsten zehn Jahren hatte er immer wieder Gastauftritte in Fernsehserien, wie Die Campbells, Ultraman – Mein geheimes Ich und Nick Knight – Der Vampircop sowie Auftritte in Fernsehfilmen. 1995 spielte er eine der Hauptrollen in der Fernsehserie Geheimnisvolle Insel.
1992 war er für seine Rolle in Princes in Exile für den Gemini Award nominiert.
Die nächste große Hauptrolle spielte er von 2000 bis 2005 in der Sci-Fi-Serie Andromeda, dafür schrieb Woolvett auch das Drehbuch für drei Folgen. Von 2008 bis 2009 spielte er in The Guard.
Davor und danach spielte Woolvett Gastrollen in Fernsehserien und auch immer wieder in TV-Filmen.
Gordon Michael Wolvett ist mit Michele Morand verheiratet und hat mit ihr zwei Söhne (* 2001 und * 2008) und eine Tochter (* 2005).
Sein älterer Bruder Jaimz Woolvett ist ebenfalls als Schauspieler tätig.

## Filmografie (Auswahl)

### Filme
- 1985: Eine Liebe in Montreal (Joshua Then and Now)
- 1990: Prinzen für einen Sommer (Princes In Exile)
- 1993: Szenen einer Familie (Family Pictures)
- 1995: Rude
- 1996: Taken Away – Eisiges Gefängnis (Gone in a Heartbeat)
- 1997: Elvis und der Präsident (Elvis Meets Nixon)
- 1998: Bram Stoker: Dark World (Shadow Builder)
- 1998: Präsidententöchter küßt man nicht (My Date with the President's Daughter)
- 1998: Chucky und seine Braut (Bride of Chucky)
- 2000: The Highwayman
- 2006: Everything’s Gone Green
- 2007: Secrets of an Undercover Wife
- 2014: Down Here

### Fernsehserien
- 1984: The Edison Twins (Folge 1x08)
- 1987: Airwaves (Folgen 2x09–2x10)
- 1987: Erben des Fluchs (Friday the 13th: The Series, Folge 1x01)
- 1988: Ultraman – Mein geheimes Ich (My Secret Identity, Folge 1x10)
- 1990: Die Campbells (The Campbells, Folge 3x17)
- 1992: Katts und Dog (Katts and Dog, Folge 5x15)
- 1992: Maniac Mansion (Folge 3x07)
- 1992: Das Mädchen aus der Stadt (Road to Avonlea, Folge 3x05)
- 1994: Kung Fu (Kung Fu: The Legend Continues, Folge 2x17)
- 1994: Nick Knight – Der Vampircop (Forever Knight, Folge 2x11)
- 1995: Geheimnisvolle Insel (Mysterious Island, 22 Folgen)
- 1996: Sliders – Das Tor in eine fremde Dimension (Sliders, Folge 2x11)
- 1997: Deepwater Black (13 Folgen)
- 1998: PSI Factor – Es geschieht jeden Tag (PSI Factor – Chronicles of the Paranormal, Folge 2x17)
- 2000–2005: Andromeda (109 Folgen)
- 2003: Twilight Zone (The Twilight Zone, Folge 1x36)
- 2007–2009: The Guard (20 Folgen)
- 2007: Blood Ties – Biss aufs Blut (Blood Ties, Folge 1x04)
- 2011, 2014: Supernatural (Folgen 6x18, 9x21)
- 2015: Girlfriends’ Guide to Divorce (Folge 1x09)
- 2017: iZombie (3 Folgen)
- 2018: The Arrangement (Folge 2x09)

als Synchronsprecher
- 2000: 7th Portal ... als Peter Littlecloud/Thunderer
- 2001: Aliens versus Predator 2 ... als Alien